# Prinsengracht 70
Prinsengracht 70 is een grachtenpand in Amsterdam-Centrum.
Het gebouw is gelegen aan de Prinsengracht op de plaats waar de Tuinstraat begint en richting westen loopt. Bij de uitleg van Amsterdam in 18e eeuw werd ervoor gekozen de straat niet in een rechte hoek op de Prinsengracht te leggen. Het gebouw kwam op een wat in de volksmond een taartpunt genoemd wordt te staan. Tot 5 januari 1950 stond op die taartpunt een bijna driehoekig gebouw met op de punt een pothuis; het werd toen afgebroken. Er bleef een blinde grijze muur over. Op 8 september 1970 werd het gebouw als rijksmonument opgenomen in het monumentenregister. De vermelding was daarbij summier: Huis met halsgevel/klokgevel uit 18e eeuw met houten pui uit de bouwtijd (1741). Echter niet de gehele pui dateert nog uit die tijd, die ondergevel is enige tijd dichtgemetseld geweest. De glaspartijen in de pui vertonen wel een klassieke zesdelige segmentering, de ramen op de verdiepingen kennen eveneens een strakke rechthoekige verdeling. De uitkragende deurstijlen lopen door tot een eveneens uitkragende plint met daarin een risalietachtige constructie. Boven de deur is een snijraam te zien. De hals/klokgevel begint na vier verdiepingen; in die gevel is nog een hijsbalk verwerkt.
Het gebouw kende een sluimerend bestaan. De bewoners werden echter geconfronteerd met graffiti op de blinde muur en schakelden begin 21e eeuw op eigen initiatief The London Police in; een kunstenaarscollectief dat muurschilderingen/murals ontwerpt en aanbrengt. Zij kwam met een schildering over de volle hoogte van het gebouw, waarin de voor hun gebruikelijke glimlachende poppetjes te zien zijn. Vermoedelijk zijn de kunstenaars ook zelf te zien als bedienaars van de geschilderde hoogwerker die de schildering heeft aangebracht. Het getal 70 komt in de schildering terug. De dienst Bureau Monumenten en Archeologie stelde de muurschildering niet op prijs in verband met het historische belang van het gebouw en wilde de schildering laten verwijderen. De buurt ondernam actie met het resultaat dat de schildering mocht blijven.
The London Police werd in 2017 opnieuw om een muurschildering gevraagd; dit maal voor een zelfde gevelvlak, maar dan aan de Zeeburgerdijk. De muurschildering aan de Prinsengracht kwam daar als "citaat" in terug.
Graffitizetter Laser 3.14 vindt deze schildering een van de mooiste van Amsterdam. Ook herkent hij erin dat murals een transitie doormaakten van volstrekt illegaal tot onmisbaar. Het initiatief van de buurt won het van de officiële instanties.

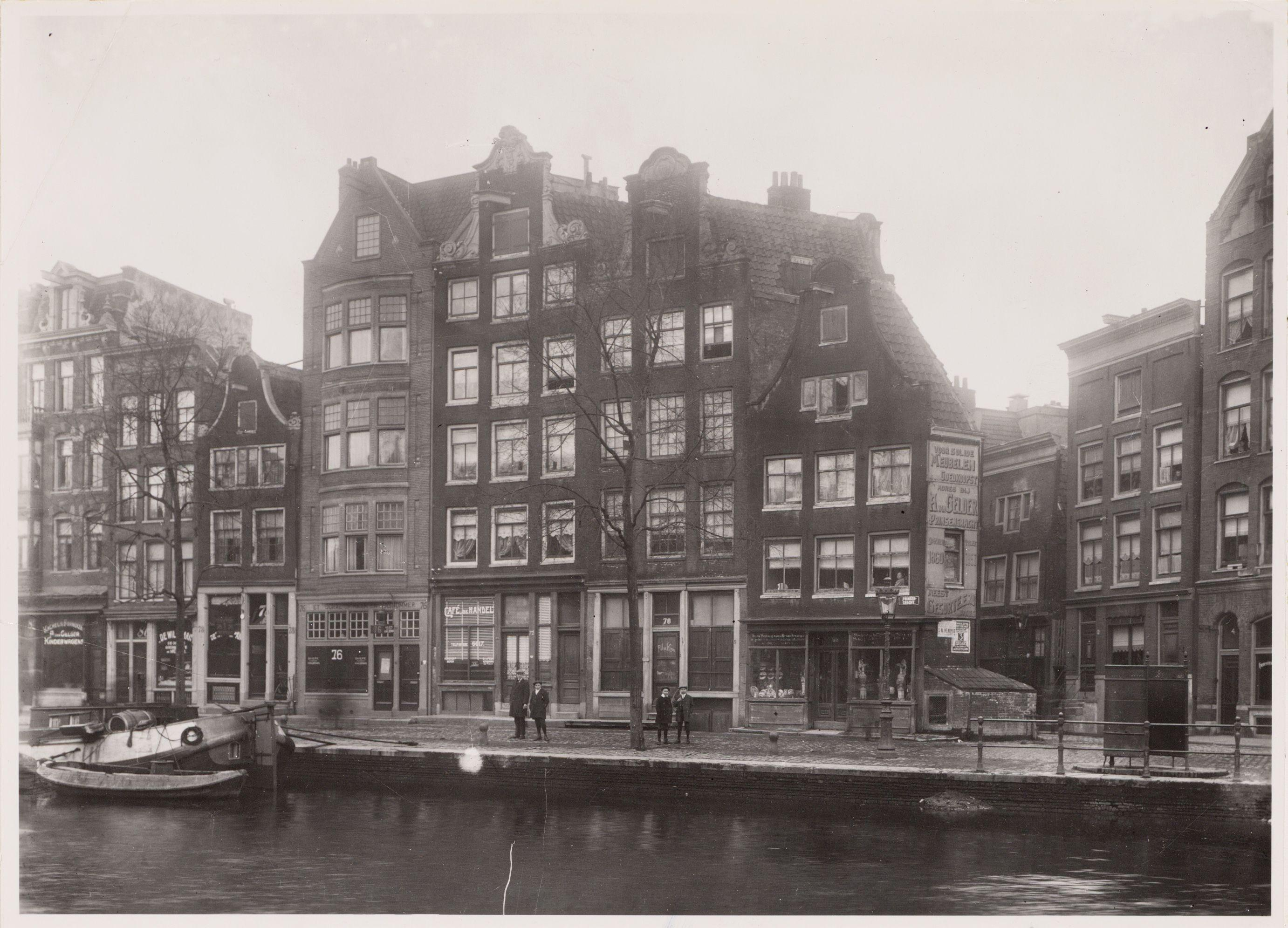
Ingang Tuinstraat mét gebouw 68